# Handbook of the Birds of the World
A Handbook of the Birds of the World (HBW) a spanyol Lynx Edicions kiadónak a BirdLife Internationallal együttműködésben kiadott többkötetes sorozata. Ez az első kézikönyv, mely a Föld összes ismert, ma élő madarát tartalmazza. A sorozat szerkesztői Josep del Hoyo, Andrew Elliott, Jordi Sargatal és David A. Christie.
A sorozatnak már mind a 16 kötete megjelent. Ez az első olyan kiadvány, melyben az állatok egy csoportjának minden faja képekkel együtt van bemutatva, és részletesen jellemzik is azokat. Ezt korábban az állatok országának egyetlen csoportjával sem tették meg.
Minden kötet tartalma először családonként van szervezve, melyet mindig az adott család bemutatása indít. Ezt követik a különféle fajok bejegyzései: (taxonómia, alfajok, elterjedés, leíró megjegyzések, életmód, élelem és étkezés, szaporodás, mozgás, státusz, védettség, bibliográfia). Ezen felül az első és a második kötet kivételével mindegyik kötet tartalmaz egy esszét egy ornitológiai témáról. Több mint 40 ország 200 megbecsült specialistája és 35 illusztrátora (például Toni Llobet, Hilary Burn, Chris Rose ésHarold Douglas Pratt, Jr.) vett részt eddig a projektben, ezen felül világszerte 834 fényképész járult még hozzá a munkához.
A sorozat első kötetének megjelenése, 1992 óta számos nemzetközi díjat kapott. Az első kötetet a Birdwatch és a British Birds Az Év Madár Könyvének választotta, az ötödik kötetet pedig a Choice Magazine és az American Library Association magazinok a Kiemelkedő Tudományos Cím díjjal jutalmazták. A hetedik kötetet a Birdwatch és a British Birds az Év Madárkönyvének választotta, valamint a 2002-es WorldTwitch Book Awardson a Legjobb Madárreferencia Könyvnek választották. Ugyanezt a díjat a következő, nyolcadik kötet is megkapta 2003-ban.
A különálló kötetek is nagyok, 32×25 cm nagyságúak, tömegük pedig 4 illetve 4,6 kg között van. Egy könyvjellemzés szerint találó lenne rá a „targoncás könyv” cím is.
A Handbook of the Birds of the World kiegészítéseképpen, valamint azzal a céllal, hogy a madárvilágról összegyűjtött információkat közelebb vigyék az emberekhez, 2002-ben a Lynx Edicions elindította az Internet Bird Collection (IBC) oldalt. Ez szabadon hozzáférhető, de nem szabad licenc alatt közzétett audiovizuális könyvtár a világ madarairól, amit azzal a céllal hoztak létre, hogy ott videókat, fényképeket és hangfelvételeket tegyenek közzé, melyeken a különféle fajok különféle biológiai aspektusai (alfajok, tollazat, táplálkozás, szaporodás) vannak megörökítve. Ez egy nonprofit kezdeményezés, melyet világszerte több mint száz önkéntes készít.
2013 elején a Lynx Edicions elindította a HBW Alive online adatbázisát, melyben a HBW kiadott 17 kötetében szereplő családbemutatások valamint aktualizált fajleírások szerepelnek. Megjelenése óta a taxonómiát kétszer átnézték és frissítették (egyszer a nem verébféléket, egyszer a verébféléket illetően), majd ezután jelent meg a HBW and BirdLife International Illustrated Checklist of the Birds of the World két kötete.
A Handbook of the Birds of the World Alive oldal szintén ingyenes hozzáférést biztosít a 'Key to Scientific Names in Ornithology'-hoz.

## Megjelent kötetek
A következő a Handbook of the Birds of the World megjelent köteteinek a listája:

### 1. kötetOstrich to Ducks
Ezt a kötetet 1992-ben adták ki. A később megjelent kiadványokkal ellentétben ebben nem szerepel bevezető esszé. Ehelyett Eduardo de Juana 38 oldalas, a madarak biológiájáról valamint Christoph Imbodennek a HBW projekt köszöntéséről szóló esszéje került be. A következő csoportokkal foglalkozik ez a kötet: 
| - Struccfélék - Nandufélék - Kazuárfélék - Emufélék - Kivifélék - Tinamufélék - Pingvinalakúak - Búvárfélék - Vöcsökfélék | - Albatroszfélék - Viharmadárfélék - Viharfecskefélék - Bukó viharmadárfélék - Trópusimadár-félék - Gödényfélék - Szulafélék - Kárókatonafélék - Kígyónyakúmadár-félék | - Fregattmadárfélék - Gémfélék - Gogófélék - Gólyaalakúak - Papucscsőrűmadár-félék - Íbiszfélék - Flamingófélék - Tüskésszárnyúmadár-félék - Récefélék |

### 2. kötet:New World Vultures to Guineafowl
Ez a kötet 1994-ben jelent meg. Az előszóban Walter J. Bock arról ír, hogy az információk hogyan vannak rendszerezve a sorozatban. A következő csoportok szerepelnek a kötetben:
| - Újvilági keselyűfélék - Halászssasfélék - Vágómadárfélék - Kígyászkeselyű - Sólyomfélék - Ásótyúkfélék | - Hokkófélék - Pulykaformák - Fajdformák - Fogasfürjfélék - Fácánfélék - Gyöngytyúkfélék |

### 3. kötet:Hoatzin to Auks
Ezt a kötetet 1996-ban jelentették meg. Az előszavát Robert Bateman írta a művészet és a természet témakörében. A könyv a következő csoportokat öleli fel:
| - Hoacinalakúak - Lábasguvatalakúak - Guvatfürjfélék - Darufélék - Óriásguvatfélék - Dobosdarufélék - Guvatfélék - Búvárcsibefélék - Kagufélék - Guvatgémfélék | - Kígyászdarufélék - Túzokalakúak - Levéljárófélék - Guvatszalonkafélék - Gémlilefélék - Csigaforgatófélék - Kardcsűrőtöcs-félék - Gulipánfélék - Ugartyúkfélék - Székicsérfélék | - Lilefélék - Szalonkafélék - Sztyeppefutófélék - Homokjárófélék - Tokoscsőrűfélék - Halfarkasfélék - Sirályfélék - Seregélyfélék - Eynchops - Alkafélék |

### 4. kötet:Sandgrouse to Cuckoos
Ez a kötet 1997-ben jelent meg. A "Species Concepts and Species Limits in Ornithology" című bevezető esszét Jürgen Haffer írta. A következő csoportok szerepelnek ebben a kötetben:
- Pusztaityúk-alakúak
- Galambfélék
- Kakadufélék
- Papagájfélék
- Turákófélék
- Kakukkfélék

### 5. kötet:Barn-Owls to Hummingbirds
Ez a kötet 1999-ben jelent meg. "Risk Indicators and Status Assessment in Birds" című bevezető esszéjét Nigel J. Collar írta. A könyvben a következő csoportok szerepelnek:
| - Gyöngybagolyfélék - Bagolyfélék - Szuszókfélék - kuvikfecskealakúak - Bagolyfecskefélék | - Álmosmadárfélék - lappantyúfélék - Sarlósfecskefélék - Erdei sarlósfecskefélék - Kolibrifélék |

### 6. kötetMousebirds to Hornbills
Ez a kötet 2001-ben jelent meg. "Avian Bioacoustics" című bevezető esszéjét Luis Baptista és Don Kroodsma írta. A következő csoportok szerepelnek a kötetben:
| - Egérmadárfélék - trogonfélék - Jégmadárfélék - Todifélék - Motmotfélék - Gyurgyalagfélék | - Szalakótafélék - Földiszalakóta-félék - Kurolfélék - Bankafélék - Kúszóbankafélék - Szarvascsőrűmadár-félék |

### 7. kötet:Jacamars to Woodpeckers
Ezt a kötet 2002-ben jelent meg. Az "Extinct Birds"  című bevezető esszéjét Errol Fuller írta. A kötetben a következő csoportok szerepelnek:
- Jakamárfélék
- Bukkófélék
- Bajuszosmadárfélék
- Tukánfélék
- Mézkalauzfélék
- Harkályfélék

### 8- kötet:Broadbills to Tapaculos
Ezt a kötetet 2003-ban adták ki. Az "A Brief History of Classifying Birds" című bevezető esszéjét Murray Bruce írta. A kötetben a következő csoportok szerepelnek:
| - Ricsókafélék - Bársonypittafélék - Pittafélék - Fazekasmadár-félék - Fahágóformák | - Hangyászmadárfélék - Földihangyászfélék - Szúnyogevőfélék - Fedettcsőrűfélék |

### 9. kötet:Cotingas to Pipits and Wagtails
Ezt a kötetet 2005-ben adták ki. Az "Ornithological Nomenclature" című bevezető esszét Richard Banks írta. A következő csoportok szerepelnek a kötetben:
| - Kotingafélék - Piprafélék - Királygébicsfélék - Álcsuszkafélék - Bozótjárófélék | - Lantfarkúmadár-félék - Pacsirtafélék - Fecskefélék - Billegetőfélék |

### 10. kötet:Cuckoo-shrikes to Thrushes
A kötetet 2005-ben jelentették meg.  "The Ecology and Impact of Non-Indigenous Birds" című esszéjét pedig Daniel Sol, Tim Blackburn, Phillip Cassey, Richard DuncRichard Duncan és Jordi Clavell írta. A következő csoportok szerepeltek a kötetben:
| - Tüskésfarúfélék - Bülbülfélék - Levélmadárfélék - Tündérkékmadár-félék - Poszátalevélmadár-félék - Selymesmadárfélék - Csonttollúfélék | - Selyemgébicsfélék - Pálmajárófélék - Vízirigófélék - ökörszemfélék - Gezerigófélék - Szürkebegyfélék - Rigófélék (beleértve a Muscicapidae családba tartozó Saxicolinae tagjait is. (HBW 11)) |

### 11. kötet:Old World Flycatchers to Old World Warblers
Ezt a kötetet 2006. szeptemberben jelentették meg. "Ecological Significance of Bird Populations" című bevezető esszéjét Cagan Sekercioglu, előszavát pedig Paul R. Ehrlich írta. A kötetben a következő csoportok szerepelnek:
| - Légykapófélék - Pergőlégykapó-félék - Legyezőfarkú-félék - Császárlégykapó-félék | - Királykafélék - Szúnyogkapófélék - Szuharbújófélék - Óvilági poszátafélék |

### 12. kötetPicathartes to Tits and Chickadees
Ebben a kötetben a következő csoportok szerepelnek:
| - Gólyalábúvarjú-félék - Timáliafélék - Papagájcsőrűcinege-félék - Ausztráltimália-félék - Avarjárófélék | - Eupetidae - Légyvadászfélék - Cinegelégykapó-félék - Tündérmadárfélék - Sörtésmadárfélék | - Ausztrálposzáta-félék - Mézevőfélék - Ausztrálcsuszka-félék - Ausztrálfakusz-félék - Cinegefélék |

### 13. kötet:Penduline-tits to Shrikes
Ez a kötet 2008. októberben jelent meg. A bevezető esszéjét Ian Newton írta a madárvonulásról. A következő csoportok szerepelnek ebben a kötetben:
| - Függőcinege-félék - Őszapófélék - Csuszkafélék - Hajnalmadár - Fakuszfélék - Barkósfakuszfélék | - Nektármadárfélék - Bogyókapófélék - Paramythiidae - Virágjárófélék - Gyémántmadárfélék | - Pápaszemesmadár-félék - Fokföldi mézevőfélék - Mézevőfélék - Sárgarigófélék - Gébicsfélék |

### 14. kötet:Bush-shrikes to Old World Sparrows
Ez a kötet 2009. októberben jelent meg. A könyv "Birding Past, Present and Future – a Global View" című előszavát Stephen Moss írta. A következő csoportok szerepelnek ebben a kötetben:
| - Bokorgébicsfélék - Szemüvegesgébics-félék - Vangagébicsfélék - Drongófélék - Kokakófélék - Callaeidae - Grallina - Pirókszajkófélék - Fecskeseregély-félék | - Pityriaseidae - Fojtógébicsfélék - Paradicsommadár-félék - Lugasépítő-félék - Varjúfélék - Nyűvágófélék - Seregélyfélék - Verébfélék |

### 15. kötet:Weavers to New World Warblers
Ez a kötet 2010. októberben jelent meg. Előszavában Stuart Butchart, Nigel Collar, Alison Stattersfield, és Leon Bennun írt a madarak megmentéséről. A következő csoportok szerepelnek ebben a kötetben:
| - Szövőmadárfélék - Díszpintyfélék - Vidafélék - Lombgébicsfélék - Pintyfélék - Hawaii gyapjasmadarak - Újvilági poszátafélék |

### 16. kötet:Cardinals to New World Blackbirds
Ez a kötet 2011. decemberben jelent meg. Előszavában Anders Pape Møller ír a madarakról és az éghajlat-változásról. A következő csoportok szerepelnek a kötetben:
| - Tangarafélék - Kardinálispintyfélék - Sármányfélék - Csirögefélék |

### Special Volume:New Species and Global Index
Ez a kötet 2013. júliusban jelent meg.  Összefoglaló bevezetőjében Jon Fjeldså a madarak makroszisztematikájában bekövetkezett változásokról írt,  illetve az előszóban leírja a BirdLife International történetét. 84 olyan fajt tartalmaz, melyet az adott kötet megjelenése után fedeztek fel, amik között szerepelt a nemrég felfedezett amazóniai madarak 15 faja is.

### HBW and BirdLife International Illustrated Checklist of the Birds of the World, Volume 1: Non-passerines
Ez a kötet 2014. júliusban jelent meg. Ebben minden nem verébalakú madár szerepel rajzokkal és térképekkel, és benne vannak az 1500 után kihalt fajok is. 

### HBW and BirdLife International Illustrated Checklist of the Birds of the World, Volume 2: Passerines
Ez a kötet 2016. decemberben jelent meg. Ebben minden verébalakú állat szerepel rajzokkal és térképekkel, és benne vannak az 1500 után kihalt fajok is.

## Fordítás
Ez a szócikk részben vagy egészben  a   Handbook of the Birds of the World című angol Wikipédia-szócikk fordításán alapul.  Az eredeti cikk szerkesztőit annak laptörténete sorolja fel. Ez a jelzés csupán a megfogalmazás eredetét és a szerzői jogokat jelzi, nem szolgál a cikkben szereplő információk forrásmegjelöléseként.

## Külső hivatkozások
- Bővebb információk a sorozatról
- HBW Élő online adatbázis